# آب‌انبار نوغاب
آب‌انبار نوغاب مربوط به دوره قاجار است و در شهرستان درمیان، روستای نوغاب واقع شده و این اثر در تاریخ ۱۰ خرداد ۱۳۸۲ با شمارهٔ ثبت ۸۹۵۰ به‌عنوان یکی از آثار ملی ایران به ثبت رسیده است.